# Gnamptogenys continua
Gnamptogenys continua es una especie de hormiga del género Gnamptogenys, categorizada en la tribu Ectatommini, de la subfamilia Ectatomminae. Fue descrita por Mayr en 1887.

## Distribución
Se distribuye por América: Bolivia, Brasil, Colombia, Ecuador, Guayana Francesa, México, Panamá, Paraguay, Perú y Venezuela.

## Hábitat
Habita en bosques estacionales semicaducos, pantanos y bosques húmedos tropicales. Se ha encontrado a elevaciones de 180 hasta 860 m s. n. m.